# クリプチスタ
クリプチスタ（Cryptista）は、クリプト植物およびこれに近縁な種を含む生物群。広義のクリプト植物と同義。
時折、クロミスタ界において、ハプティスタと共にハクロビアを構成しているクレードとして扱われる。しかしながら、広範にわたる系統発生学の研究により2016年にアーケプラスチダのグループに属し、ハプト藻はSARスーパーグループに近縁な系統群であることが判明している。
カタブレファリス類を独立門として設定した場合、クリプト植物門(Cryptophyta)とカタブレファリス門 (Kathablepharida)とが置かれ、その上位分類として、クリプチスタが置かれる。
クロムアルベオラータ等の広義クリプト植物の上位分類群が側系統性を確実視されるようになる中、広義クリプト植物は独立の分類群として、最近では界あるいは亜界というようにその分類階級をあげる傾向にある。それにともない、クリプチスタあるいはクリプト生物(Cryptobiontes)と呼ばれるようになってきている。